# Sciades argentipleura
Sciades argentipleura là một loài bọ cánh cứng trong họ Cerambycidae.